# Alberto Sicilia Martínez
Alberto Sicilia Martínez (Cabaiguán, Cuba, 18 de agosto de 1966) es poeta y promotor cultural cubano.

## Trayectoria
Sicilia, Alberto o Alberto Sicilia Martínez (Alberto Floro Sicilia Martínez). Nació en Cabaiguán el 18 de agosto de 1966; desde 2013 reside en los Estados Unidos. Poeta, ensayista, asesor literario y promotor cultural, conocido como el Poeta del Camión. Se graduó de preuniversitario e inició la carrera de licenciatura en Marxismo-Leninismo que abandonó después. Matriculó licenciatura en Historia y Ciencias Sociales en el Centro Universitario de Sancti Spíritus y luego se trasladó a la Universidad de Cienfuegos. Ha trabajado como camionero. Miembro del taller literario Rubén Martínez Villena del cual en la actualidad es Miembro de Honor. Es miembro de la AHS y de la UNEAC. 
En 1987 fundó la naciente AHS en el municipio de Moa, Holguín, y reorganizó el movimiento de talleres literarios en la región. En 1988 viajó a Nicaragua junto a un grupo de jóvenes artistas y escritores, y participó en lecturas y charlas en ese país. Ha fundado y animado las tertulias y talleres Mono-rosa en Cabaiguán 1988; taller El Caracol Cenicero en Santa Clara 1995; taller del Camión Verde en Villa Rosalba en Sancti Spíritus 1999; taller de Sicilia en Cienfuegos 2002; taller en Casa, en Masó 215 en Cabaiguán; peña A la sombra del Fausto en el Patio de la Poesía del Comité provincial de la Uneac en Sancti Spíritus 2004; y peña La Palma y el Camión del Comité municipal de la UNEAC en Cabaiguán 2004. En el 2012 fundó un café literario en la ciudad de Ranchuelo.  Ha obtenido los premios por el Día de la Poesía Cubana 1987, Segundo Premio Fayad Jamís 1989, Pinos Nuevos 1993, Revolución y Cultura 1997 y Regino Pedroso 1998. 
Poemas suyos han aparecido en Escambray, Vitrales, La Pedrada, El Caimán Barbudo, La Gaceta de Cuba, Letras Cubanas; en el plegable “La casa en el Averno” en Publicaciones del Proyecto de Creación Artística y Literaria de la Casa de Cultura de Cabaiguán, 1992; y en las antologías Retrato de grupo (La Habana, Editorial Letras Cubanas, 1989); Un grupo avanza silencioso (Ciudad de México, Universidad Autónoma de México, 1990); Nuevos juegos prohibidos (La Habana, Editorial Letras Cubanas, 1994); Toda luz y toda mía Antología. Décima espirituana (Sancti Spíritus, Ediciones Luminaria, 1996); Puntos cardinales. Antología de poesía cabaiguanenses. II Parte: Ciudad en fuga (Cabaiguán, Ediciones Ideas, 2000); Antología de décimas Canarias-Cuba (La Laguna-Las Palmas de Gran Canaria, Centro de la Cultura Popular Canaria, 2000); Todo el amor en décimas (Santa Cruz de Tenerife-Las Palmas de Gran Canaria, Editorial Benchomo, 2000); Puntos cardinales. Antología de poesía cabaiguanenses. II Parte: Ciudad en fuga (Cabaiguán, Ediciones Ideas, 2000); Vuelos de abejas. Antología de décimas cabaiguanenses (Sancti Spíritus, Ediciones Luminaria, 2002); Una mirada (Poesía cubana contemporánea) Antología (Sancti Spíritus, Ediciones Luminaria, 2002); La Estrella de Cuba. Inventario de una expedición (La Habana, Editorial Letras Cubanas, 2004; Caracas, Editorial Monte Ávila, 2006); Los dioses secretos. Poesía contemporánea cabaiguanense (Santa Cruz de Tenerife-Las Palmas de Gran Canaria, Editorial Benchomo, 2008); y Once poetas a la sombra. Selección de poetas cabaiguanenses (Sancti Spíritus, Luminaria, 2014). 
Participó en la expedición La Estrella de Cuba por el bicentenario de José María Heredia. Compartió junto al Premio Nacional de Literatura Pablo Armando Fernández el espacio Confluencias, en el Teatro Nacional. Ostenta el diploma único de la UNEAC que otorga el Comité Provincial de Sancti Spíritus; el Sello XX Aniversario de la AHS nacional y las distinciones Un Canto a Cabaiguán y por la Cultura Nacional. Ha impartido conferencias y presentado sus libros en ferias y eventos en Cuba, Nicaragua , Venezuela y México; en 2007 viajó a Guatemala para compartir junto a la misión médica cubana en ese país.